# 爽々 (イラストレーター)
爽々（そうそう、男性、1989年 - ）は、日本のイラストレーターである。

## 概要
名前のとおり、爽やかなタッチのイラストを得意とする絵師。おもにライト文芸や青春小説の表紙イラスト、CDジャケット等に登用されている。

## 経歴・人物
大学1年生のとき、ニコニコ動画にて猫将軍のメイキング動画を見たことでイラストに興味を持った。また漫画家の大暮維人から影響を受けた。初期の画材は、鉛筆やボールペンといったアナログが主体であり、ニコニコ動画に初めてイラストを公開して以降、掲示板やブログpixivなどに次々と絵を投稿していき、2014年から全てのイラストをデジタル制作するようになる。環境ツールは、ペンタブレットとSAIだった。
この頃はまだ、モノクロ絵が主体であったが、大学4年生からpixivを経由する形でイラストの仕事を受けるようになる。
大学卒業後は一般企業に就職したものの、2016年秋ごろには絵を描けないほどのタスクを抱えるようになり、その状況に思いのほか苦痛を感じたため、イラストを専業とすることを決めた。仕事の幅を増やすために、カラーのイラストを練習しはじめ、主線があり且つ質感を描き込む塗り方という現在のスタイルを確立する。

## イラスト作品
以下は商業作品。

### 画集
- 『ILLUSTRATION MAKING & VISUAL BOOK 爽々』（翔泳社、2018年5月）ISBN 978-4-7981-5437-4

### 書籍イラスト
- 『みずは無間』六冬和生（早川書房 ハヤカワSFシリーズ Jコレクション、2013年11月） - 表紙イラスト
- 『S-Fマガジン』2014年1月号（早川書房、2013年11月25日） - 表紙イラスト
- 『SFが読みたい! 2014年版』（早川書房、2014年2月7日） - 表紙イラスト
- 『ILLUSTRATION 2014』SE編集部 (翔泳社、2014年5月) - p148 - 149
- 『地球が寂しいその理由』六冬和生（早川書房 ハヤカワSFシリーズJコレクション、2014年10月） - 表紙イラスト
- 『脳はなぜ都合よく記憶するのか 記憶科学が教える脳と人間の不思議』ジュリア・ショウ、翻訳：服部由美（講談社、2016年12月） - 表紙イラスト
- 『僕たちのアラル』乾緑郎（KADOKAWA、2017年9月） - 表紙イラスト
- 『ネット絵学2018』編：虎硬（密林社、2018年5月5日） - 表紙イラスト
- 『君が死ぬ未来がくるなら、何度でも』茅野実柚（集英社オレンジ文庫、2018年5月） - 表紙イラスト
- 『今夜、きみの声が聴こえる』いぬじゅん（スターツ出版文庫、2018年6月） - 表紙イラスト
- 『放課後、君は優しい嘘をつく。』雨野マサキ（メディアワークス文庫、2018年7月） - 表紙イラスト
- 『ぼくたちは神様の名前を知らない』五十嵐貴久（PHP文芸文庫、2018年11月） - 表紙イラスト
- 『休みの日〜その夢と、さよならの向こう側には〜』小鳥居ほたる（スターツ出版文庫、2018年11月） - 表紙イラスト
- 『そして8日目に愛を謳った。』沖田円（小学館文庫キャラブン！、2019年1月） - 表紙イラスト
- 『終末少女 AXIA girls』古野まほろ（光文社、2019年1月） - 表紙イラスト
- 『「私が笑ったら、死にますから」と、水品さんは言ったんだ。』隙名こと（ポプラ文庫ピュアフル、2018年9月） - 表紙イラスト
- 『僕と君の365日』優衣羽（ポプラ文庫ピュアフル、2019年3月） - 表紙イラスト
- 『明日の世界が君に優しくありますように』汐見夏衛（スターツ出版、2019年6月 / スターツ出版文庫、2021年9月） - 表紙イラスト
- 『空に星の川、海に光の標』柾木ひかる（二見サラ文庫、2019年7月） - 表紙イラスト
- 『感涙ストーリーで一気に覚える英単語3000』清涼院流水（明日香出版社、2019年8月） - 表紙イラスト
- 『ネット絵史 インターネットはイラストの何を変えた?』虎硬（ビー・エヌ・エヌ新社、2019年10月）
- 『建築知識』2019年12月号（エクスナレッジ、2019年11月） - 表紙イラスト
- 『君の涙はとても恋しい』内田裕基（LINE文庫、2020年1月） - 表紙イラスト
- 『夏、君と運命の恋をするはずだった』大城密（角川文庫、2020年7月） - 表紙イラスト
- 『さよならノーチラス 最後の恋と、巡る夏』優衣羽（ポプラ文庫ピュアフル、2020年8月） - 表紙イラスト
- 『空想クラブ』逸木裕（KADOKAWA、2020年8月） - 表紙イラスト
- 『このラブレターが、君の所に届くまで』優衣羽（角川文庫、2020年12月） - 表紙イラスト
- 『文学少女対数学少女』陸秋槎（ハヤカワ・ミステリ文庫、2020年12月） - 表紙イラスト
- 『透明人間はキスをしない』猫田佐文（集英社オレンジ文庫、2021年3月） - 表紙イラスト
- 『君が消えた夏、僕らは共犯者になった』蒼木ゆう（KADOKAWA、2021年6月） - 表紙イラスト
- 『征服少女 AXIS girls』古野まほろ（光文社、2021年7月） - 表紙イラスト
- 『今夜、きみの声が聴こえる～あの夏を忘れない～』いぬじゅん（スターツ出版文庫、2021年7月） - 表紙イラスト
- 『ナゾ解きミステリー読解ドリル 科学の不思議 事件ノート』（KADOKAWA、2022年1月） - 表紙イラスト
- 『ナゾ解きミステリー読解ドリル 社会科資料室の事件ノート』（KADOKAWA、2022年1月） - 表紙イラスト
- 『警察庁ノマド調査官 朝倉真冬 網走サンカヨウ殺人事件 』鳴神響一（徳間文庫、2022年3月） - 表紙イラスト
- 『Acaric Journal』vol.4（アカリク、2022年4月） - 表紙イラスト
- 『僕は、さよならの先で君を待つ』優衣羽（ポプラ文庫ピュアフル、2022年5月） - 表紙イラスト
- 『君のいちばんになれない私は』松藤かるり（アルファポリス文庫、2022年8月） - 表紙イラスト
- 『警察庁ノマド調査官 朝倉真冬 男鹿ナマハゲ殺人事件』鳴神響一（徳間文庫、2022年9月） - 表紙イラスト
- 『侵略少女 EXIL girls』古野まほろ（光文社、2022年10月） - 表紙イラスト
- 『警察庁ノマド調査官 朝倉真冬 米沢ベニバナ殺人事件』鳴神響一（徳間文庫、2023年3月） - 表紙イラスト
- 『ロジカ・ドラマチカ』古野まほろ（光文社、2023年5月） - 表紙イラスト

### 電子書籍イラスト
- 『翡翠の姫は夢を見る』浜矢スバル（ドワンゴIIV、2020年10月） - 表紙イラスト

### CDジャケット
レーベル: GEOGRAPHIC
- Visibility　(2011年)
- touch　(2013年)
- Exposé　(2014年)
- Parallax DW （2017年）

### 漫画作品
- 「今日の香りは」 - 『月刊 MdN』2017年9月号 付属『COMIC MdN』

### ミュージックビデオ
- 『冒険の書 (Adventure Log) feat.ゆある』*Luna（2023年5月） - イラスト[4]